# James Lang (calciatore)
James Lang (12 marzo 1851 – 14 luglio 1929) è stato un calciatore scozzese.
È considerato il primo giocatore professionista della storia.

## Carriera
La sua carriera cominciò con il Glasgow Eastern, da cui passò al Clydesdale F.C., con il quale disputò la prima finale di Scottish Cup, e successivamente al Third Lanark.
Dopo essersi messo in mostra nei match tra Glasgow e Sheffield, nel 1876 fu invitato a giocare con lo Sheffield Wednesday F.C.. Non venne pagato direttamente dal club ma fu assunto da una ditta di proprietà di uno dei direttori.
L'anno dopo tornò al Third Lanark con cui nel 1878 venne sconfitto in finale di Scottish Cup. Nell 1879 torna allo Sheffield Wednesday. In questo periodo diventò un giocatore importante per la squadra pur avendo perso la vista ad un occhio a causa di un incidente in un cantiere navale.
Si separò dallo Sheffield nel 1886 a causa proprio dell'avanzamento del professionismo: il club era ancora ad un livello amatoriale e scelse così di passare al Burnley, più orientato verso il professionismo.
Collezionò due presenze in Nazionale, una nel 1876 e una nel 1878, segnando due reti.
È morto nell'estate del 1929 all'età di 78 anni.